# Zamarada dilucida
Zamarada dilucida är en fjärilsart som beskrevs av W. Warren 1909. Zamarada dilucida ingår i släktet Zamarada och familjen mätare. Inga underarter finns listade i Catalogue of Life.